# Дедов, Дмитрий Иванович
Дми́трий Ива́нович Де́дов (род. 22 февраля 1967, Новоград-Волынский, Житомирская область) — российский учёный-правовед, доктор юридических наук (2005). Судья Европейского суда по правам человека от Российской Федерации в 2013—2021 годах. Судья Высшего арбитражного суда Российской Федерации в 2008—2012 годах.

## Биография
Дмитрий Иванович Дедов родился в 1967 году в городе Новоград-Волынский Житомирской области УССР СССР. Сын Ивана Ивановича Дедова, эндокринолога, академика РАН.
Детство и юность провёл на Украине и в Калужской области. В 1974—1984 годах учился в средней школе № 8 города Обнинска, где был секретарём комитета комсомола.
В 1984 году поступил на юридический факультет МГУ им. М. В. Ломоносова, который с отличием окончил в 1991 году по специальности «правоведение». Учёба прерывалась призывом на два года в Советскую армию; военную службу проходил в Кантемировской дивизии (Наро-Фоминск).
В 1991 году поступил в аспирантуру МГУ. В 1994 году защитил кандидатскую диссертацию на тему «Разрешение коллективных трудовых споров в России и США: сравнительный анализ».
В 2005 году в Московском государственном университете им. М. В. Ломоносова защитил докторскую диссертацию на тему «Реализация принципа соразмерности в правовом регулировании предпринимательской деятельности».
Направления научных исследований Д. И. Дедова:
- Реализация общих принципов права в правовом регулировании предпринимательской деятельности
- Правовое регулирование предпринимательской деятельности в праве Европейского Союза
- Корпоративное право

Лауреат премии МГУ им. И. И. Шувалова (2002) за монографию «Соразмерность ограничения свободы предпринимательства».

### Преподавательская деятельность
После защиты был приглашён профессором А. Г. Быковым на кафедру предпринимательского права МГУ в качестве преподавателя.
На кафедре Д. И. Дедов читал лекции по предпринимательскому праву, а также специальные курсы:
- Правовое регулирование рынка труда
- Акционерное право
- Правовое регулирование предпринимательства ЕС
- Судебная защита прав и законных интересов предпринимателей

С сентября 2022 года Д. И. Дедов является профессором кафедры конституционного и муниципального права юридического факультета МГУ имени М. В. Ломоносова.

### Судебная деятельность
С 28 марта 2008 года по 1 декабря 2012 года являлся судьёй Высшего арбитражного суда РФ, входил в Шестой судебный состав (экспертный состав).
В октябре 2012 года избран судьёй Европейского суда по правам человека от Российской Федерации.

## Правовые позиции
Д. И. Дедов является автором системного подхода к рассмотрению судебных споров, основанного на тщательном и всестороннем изучении фактических обстоятельств дела. Это является главным условием для правильной правовой оценки и точного применения правовых концепций и доктрин. Он считает, что судья должен избегать крайне либеральных и крайне консервативных точек зрения, прогнозировать последствия принятия решения так, чтобы защита права была максимально эффективной и справедливой. В целом такой подход позволяет принять решение самого высокого качества. Вклад в правовую науку Д. И. Дедова заключается в развитии и распространении правовых доктрин, касающихся конфликта интересов, соразмерности, правовой определённости и баланса конфликтующих интересов.

## Публикации
Автор около 80 опубликованных работ, нескольких монографий. Является одним из авторов учебника «Корпоративное право» (М., 2007).
- «Общее благо как система критериев правомерного регулирования экономики» (М., 2003)
- «Конфликт интересов» (М., 2004)
- «Юридический метод» (М., 2008)
- «Системные факторы права» (М., 2011)
- «Методология права 2.0» (М., 2023)